# Bourg-Saint-Andéol
Bourg-Saint-Andéol je naselje in občina v jugovzhodnem francoskem departmaju Ardèche regije Rona - Alpe. Leta 2007 je naselje imelo 7.328 prebivalcev.

## Geografija
Kraj se nahaja v pokrajini Languedoc na desnem bregu reke Rone, ob sami meji s sosednjo regijo Provanso-Alpami-Azurno obalo.

## Administracija
Bourg-Saint-Andéol je sedež istoimenskega kantona, v katerega so poleg njegove vključene še občine Bidon, Gras, Larnas, Saint-Just, Saint-Marcel-d'Ardèche, Saint-Martin-d'Ardèche, Saint-Montan in Saint-Remèze s 14.173 prebivalci. 
Kanton je sestavni del okrožja Privas.

## Pobratena mesta
- Albertirsa (Madžarska),
- Gaggiano (Lombardija),
- Monschau (Severno Porenje - Vestfalija, Nemčija).